# Bembe
Bembe è una municipalità dell'Angola appartenente alla provincia di Uíge. Ha 48.672 abitanti (stima del 2006).
Il capoluogo è Bembe.